# Église Saint-Christophe de Charleroi
Pour les articles homonymes, voir Église Saint-Christophe.
L’église Saint-Christophe à Charleroi, en Belgique, se situe sur la place Vauban qu'elle domine avec l'hôtel de ville et le beffroi.

## Histoire

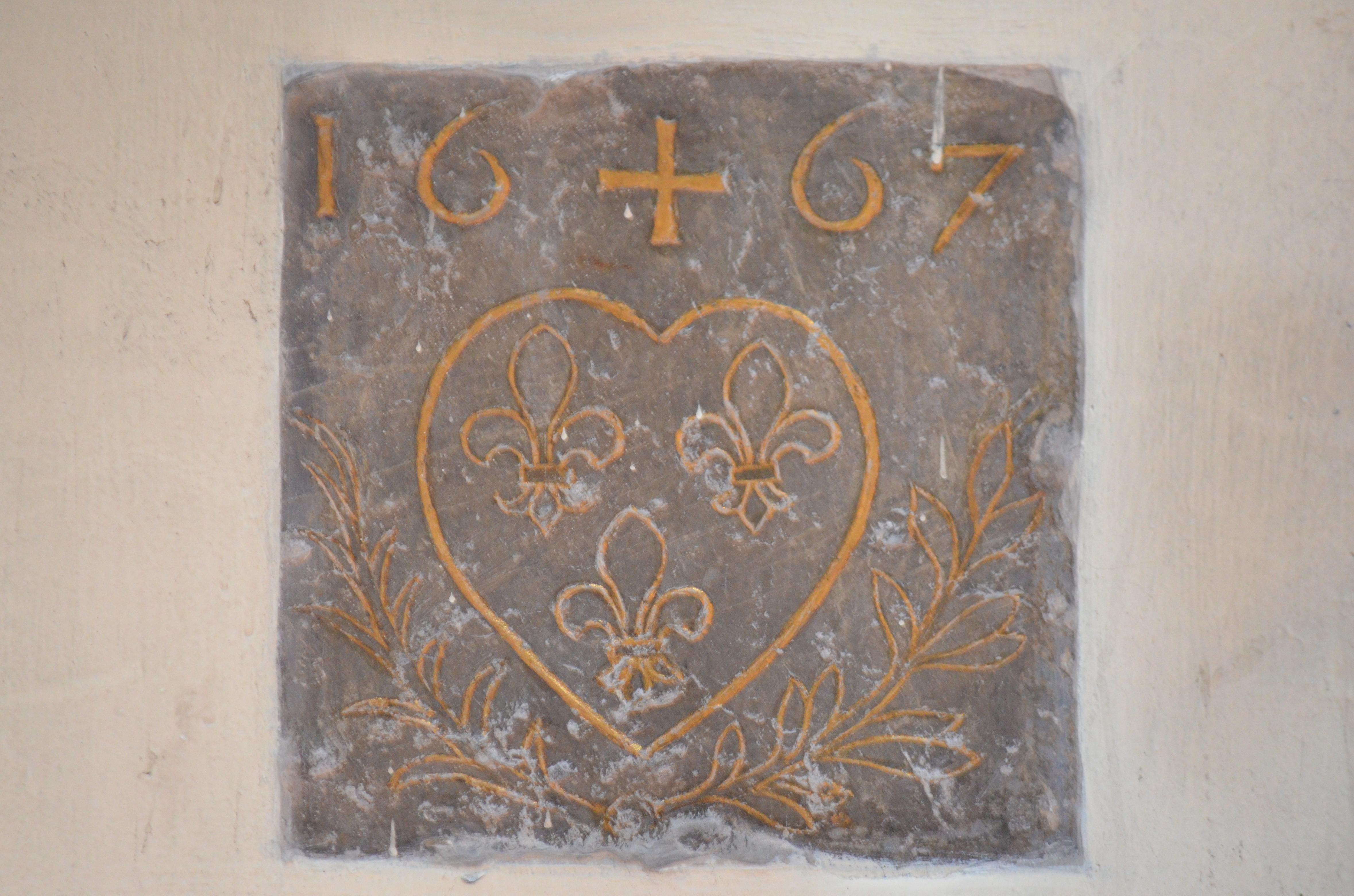
Pierre de fondation.

L'origine de l'édifice remonte à 1667, date à laquelle les Français, qui viennent de prendre la ville, érigent une chapelle de garnison dédiée à saint Louis. De cette chapelle ne subsiste qu'une pierre de fondation insérée dans le porche de l'église actuelle. Au XVIIIe siècle, l'édifice sera agrandi et consacré au culte de saint Christophe. De cette église baroque ne subsistent plus que le chœur bâti en 1723 et une partie de la nef construite en 1778-1781 par l'architecte Flavion. À la suite du bombardement par les troupes révolutionnaires françaises en 1794, le bâtiment sera en partie reconstruit. Une nouvelle restauration devait être réalisée en 1863, principalement de la façade par l'architecte Auguste Cador.
L'édifice a été fortement transformé en 1956 par les architectes Joseph André, Robert Puttemans et Charles Malcause. L'église prend des dimensions et un volume beaucoup plus importants. Un dôme d'un diamètre de seize mètres et atteignant une hauteur de quarante-huit mètres la domine. L'entrée principale se déplace vers la rue Vauban. L'ancienne église, classée en 1942, devint en quelque sorte le transept de la nouvelle construction.
Le chœur du nouveau sanctuaire abrite une mosaïque de Jean Ransy, illustrant l'Apocalypse de saint Jean.
L'église est également désignée comme basilique, mais elle ne porte pas officiellement ce titre ; Joseph Tirou, bourgmestre de Charleroi de l'époque, déclare dans un discours survenu peu après la tuerie de Courcelles : « Il nous faut construire une basilique … pour que plus jamais ça n'arrive ! ».

## Galerie

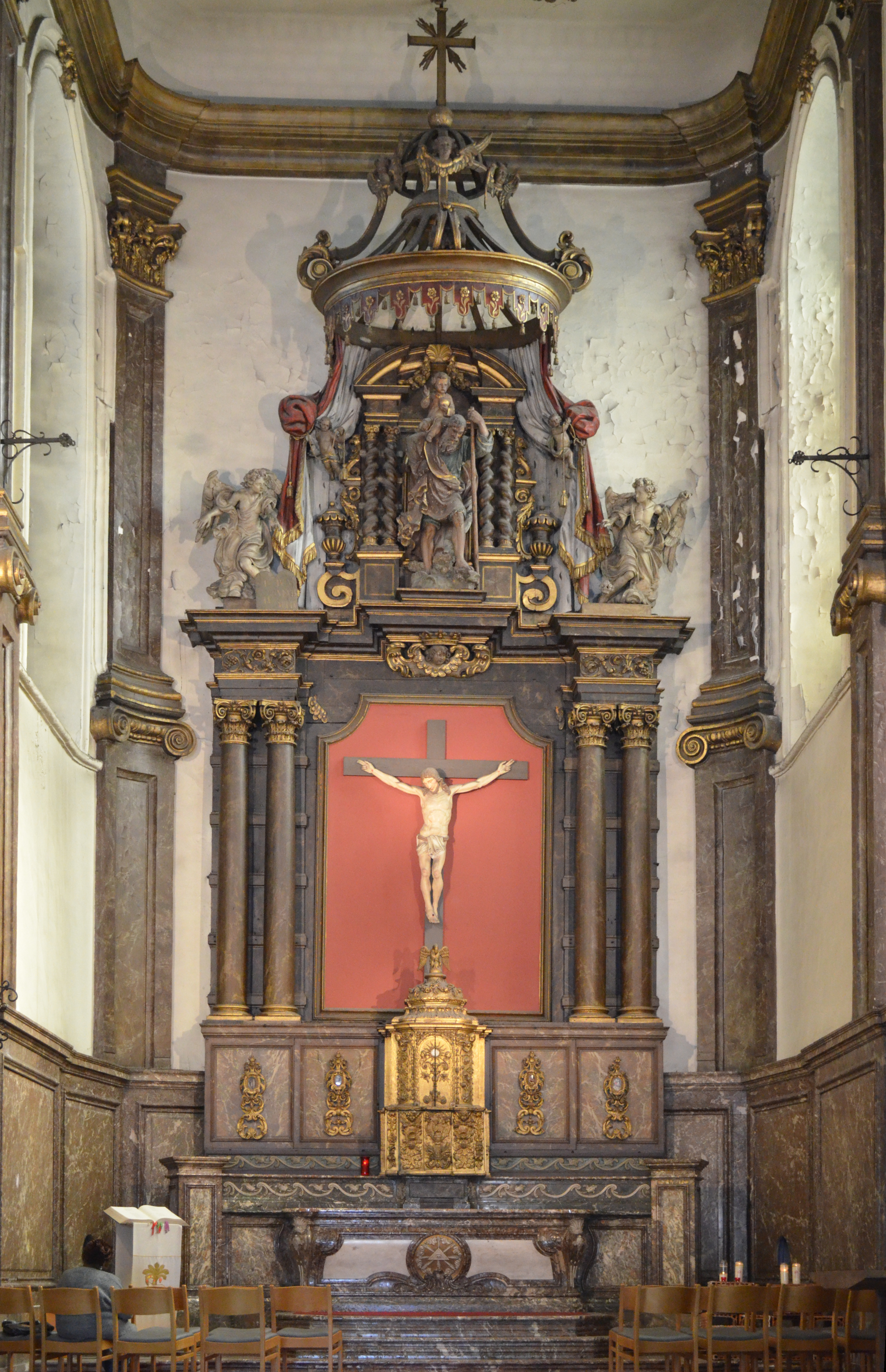
Ancien chœur avec l'autel baroque.
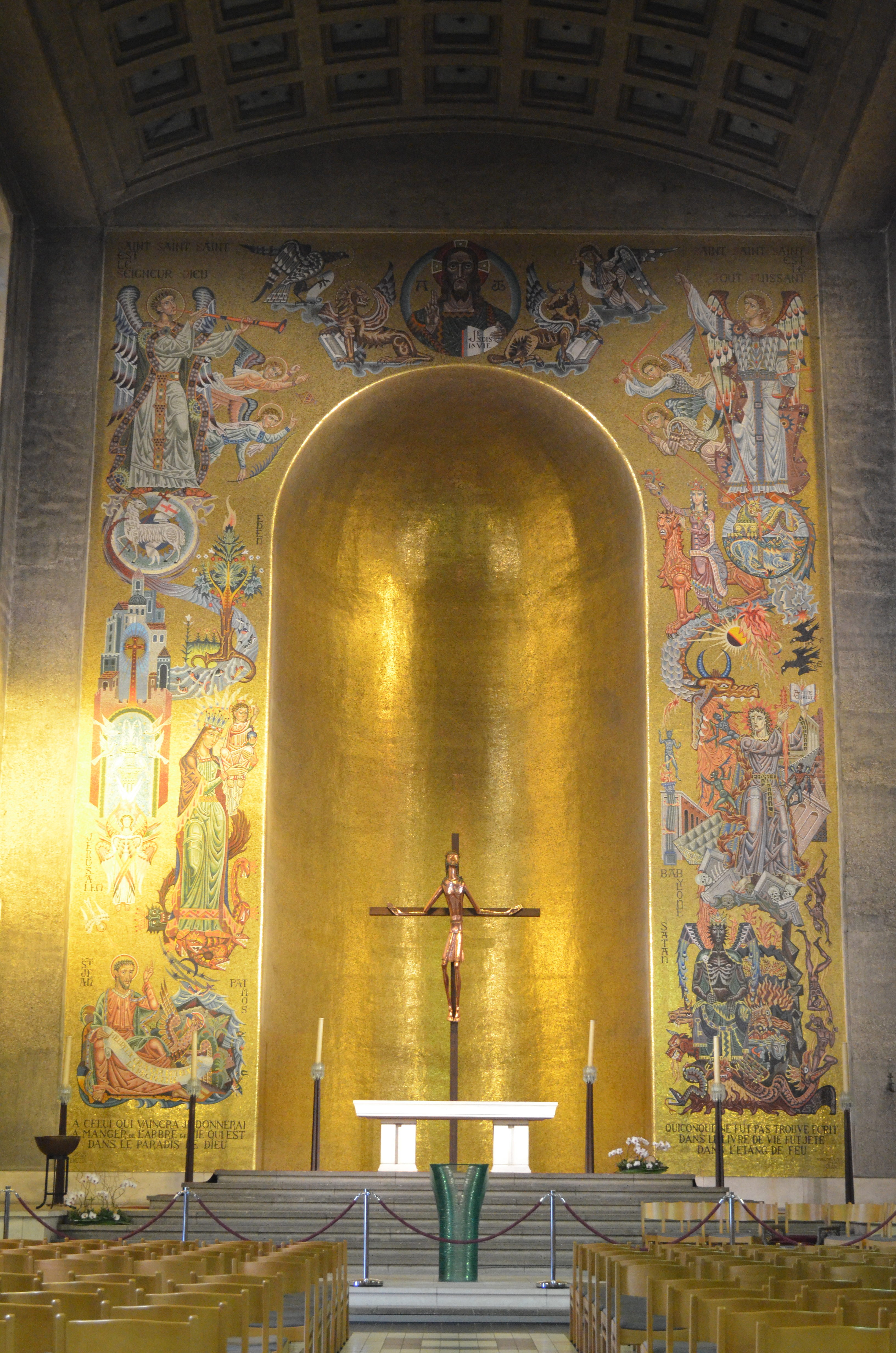
Chœur actuel, avec la mosaïque de Jean Ransy.
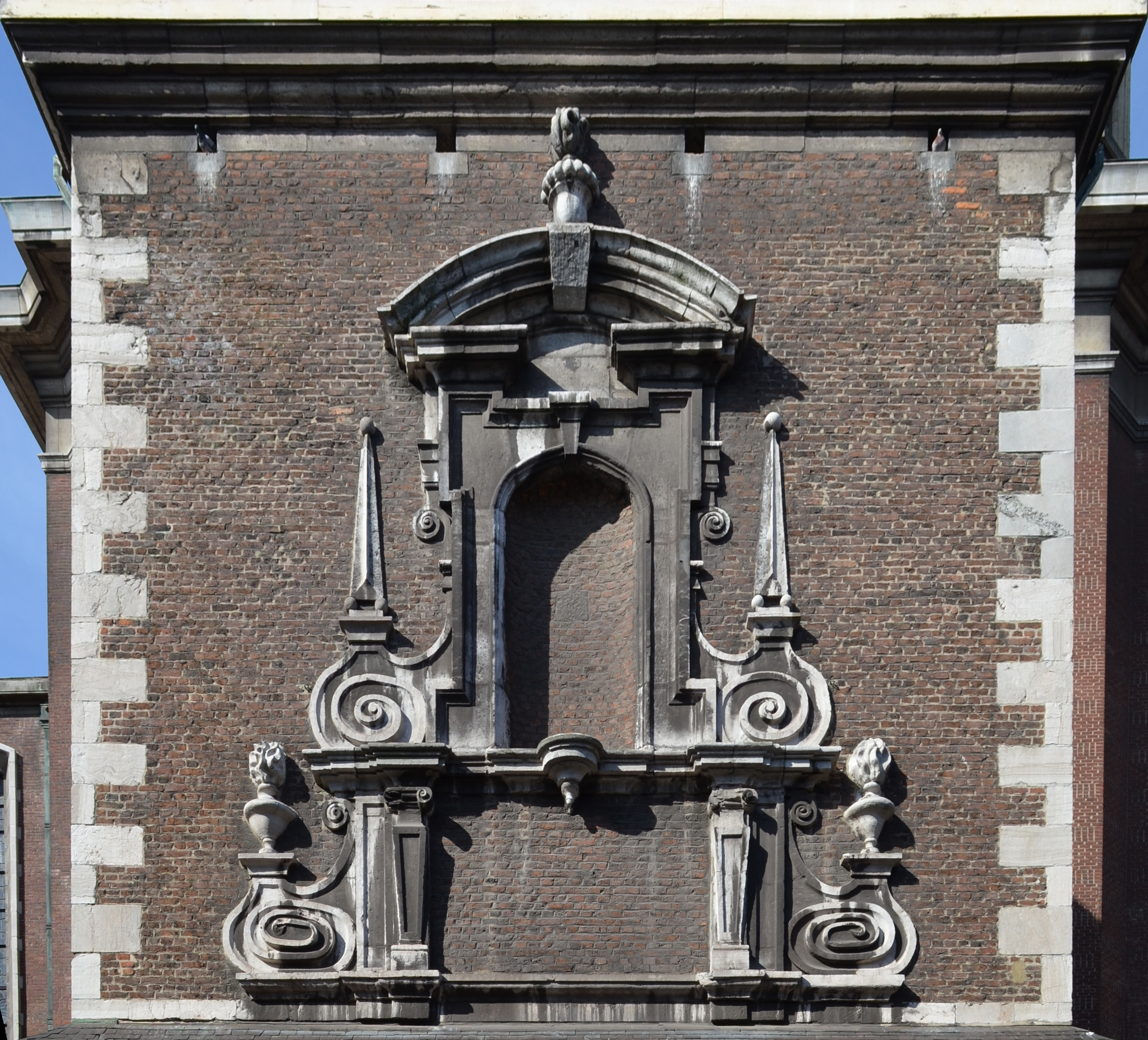
Chevet plat baroque de l'ancien chœur.
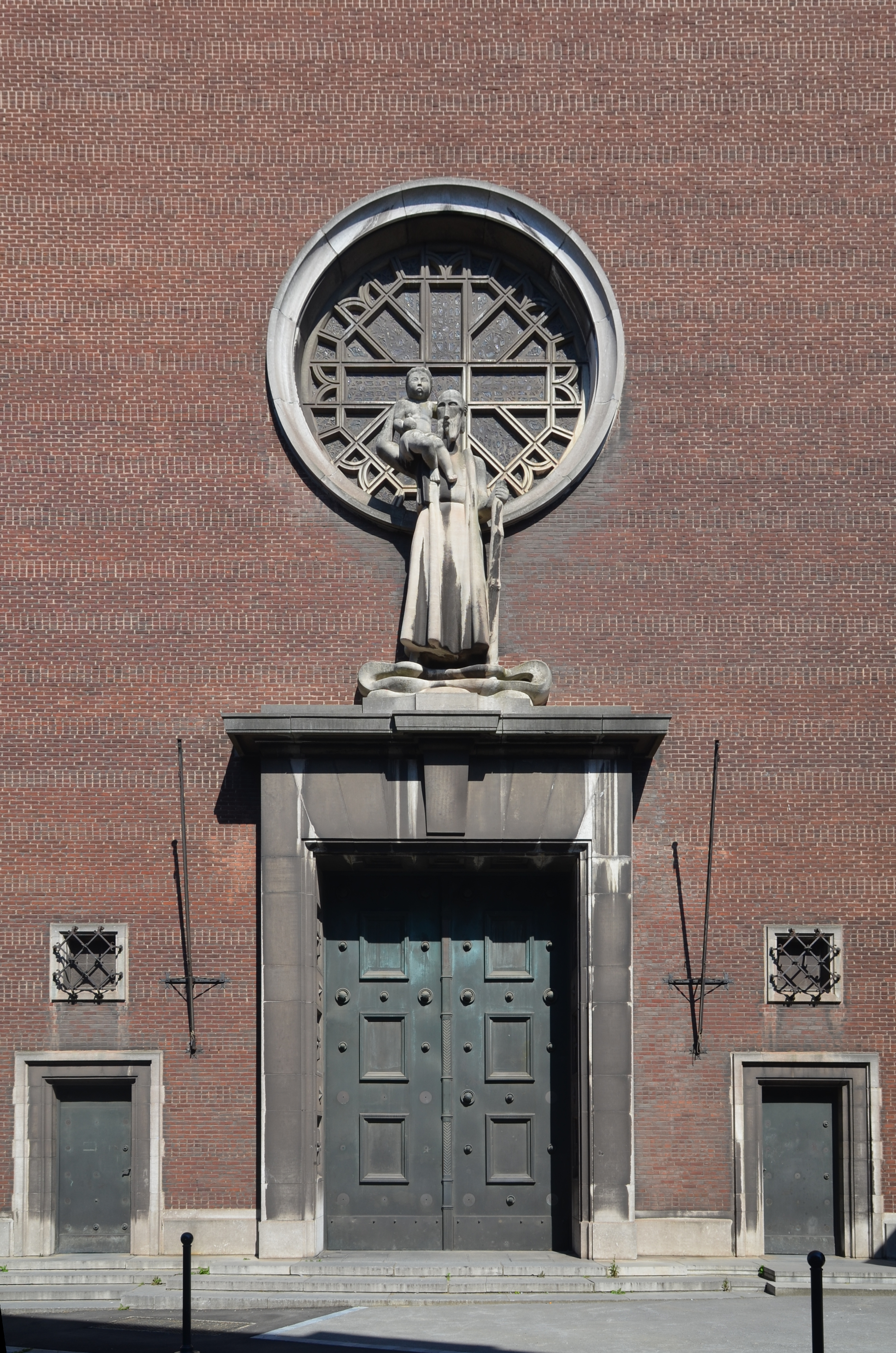
Porte d'entrée de la nouvelle église (rue Charles II). Sculpture d'Oscar Jespers.
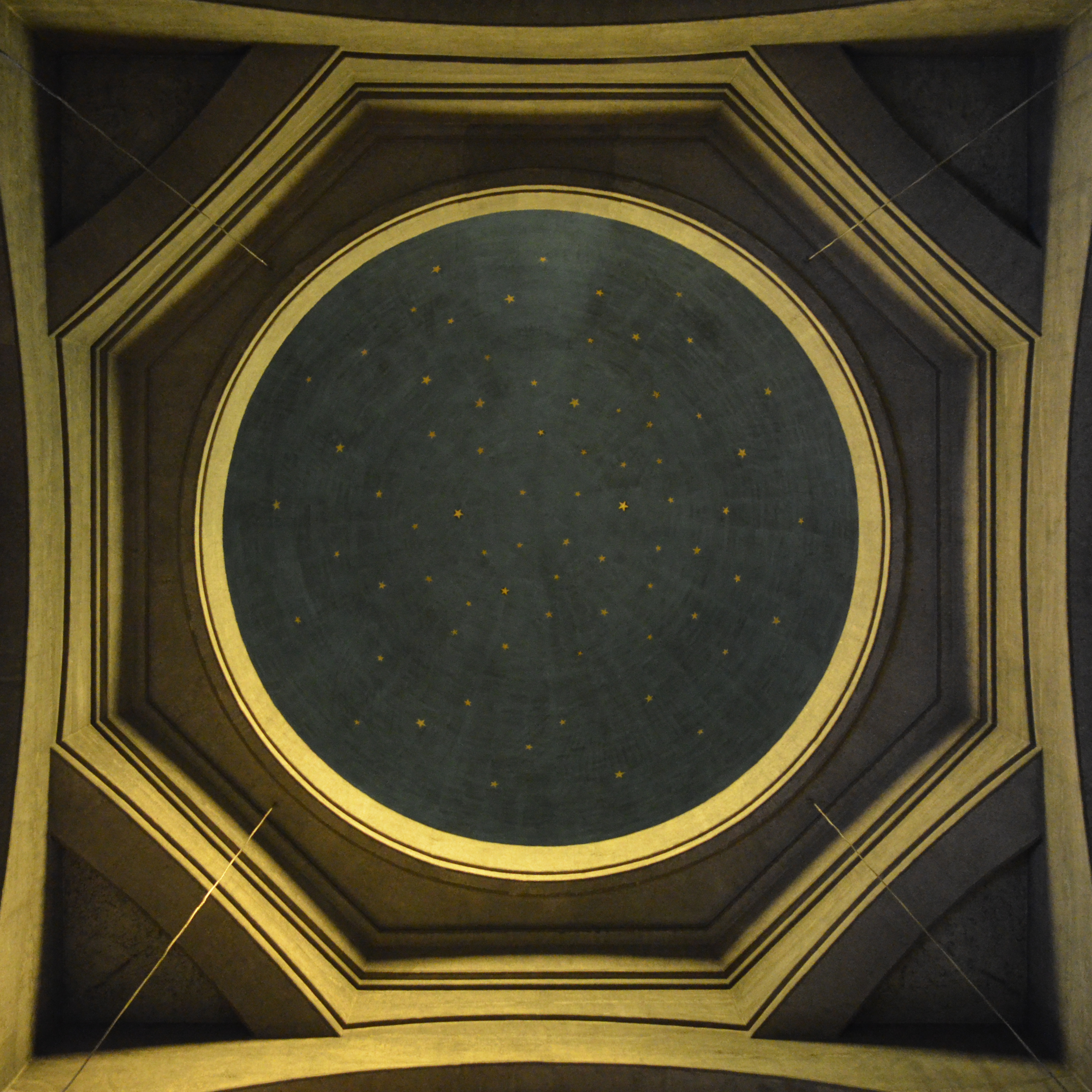
Coupole de l'Église Saint-Christophe.
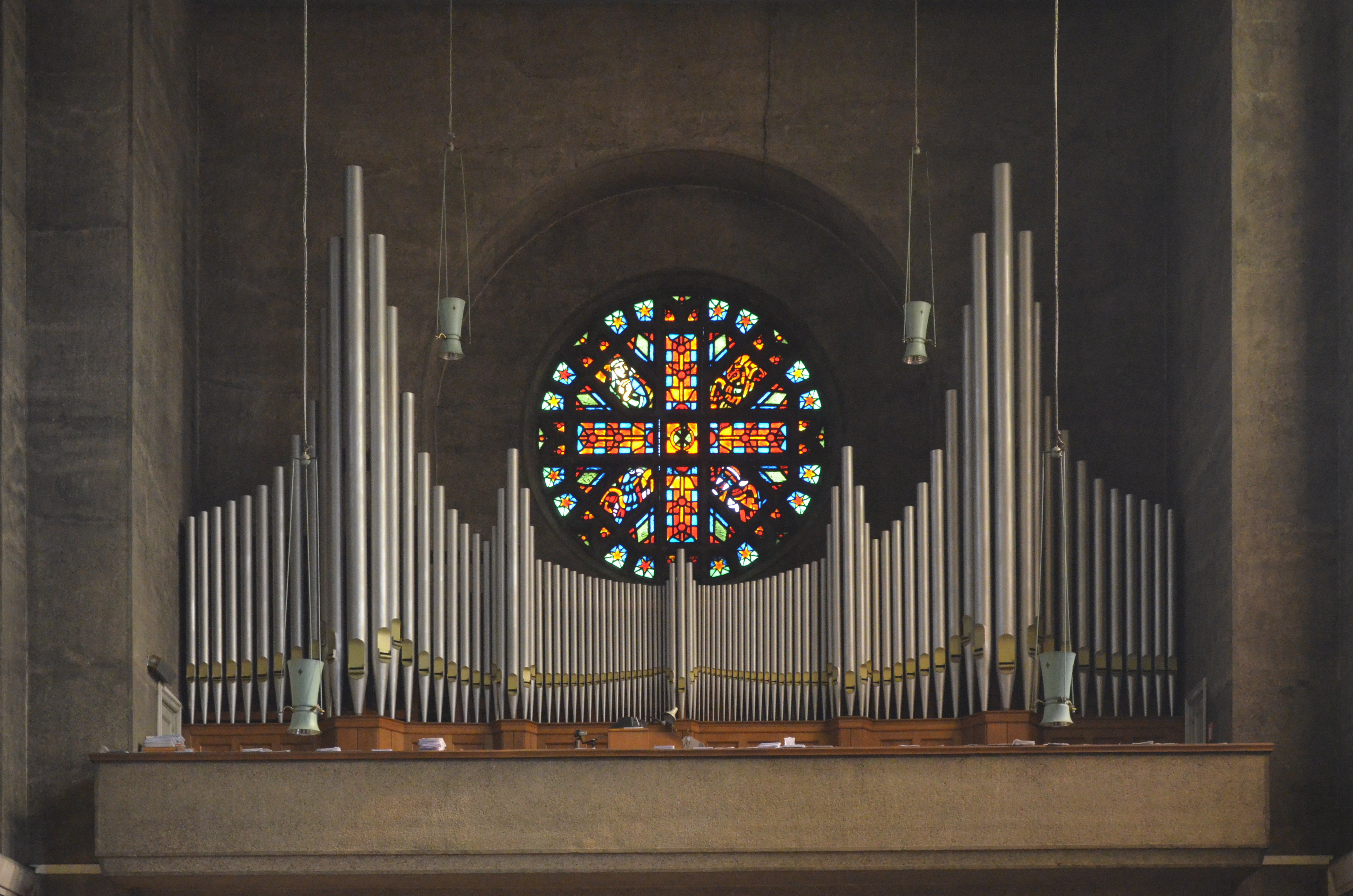
L'orgue.
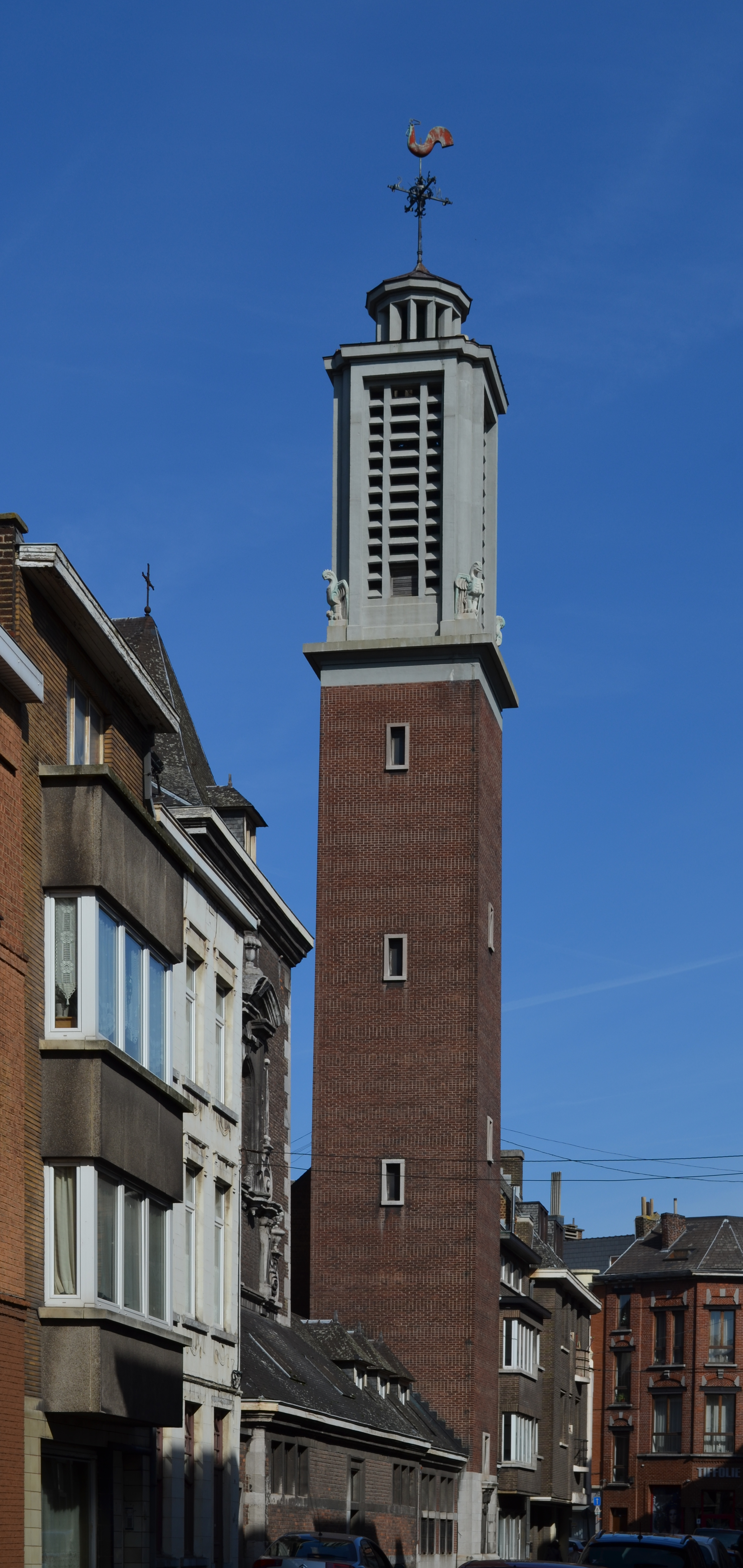
Le clocher vu depuis la rue Charnoy.